# Frontschwein
A Frontschwein a svéd Marduk black metal zenekar 2015. január 19-én megjelent, tizenharmadik nagylemeze. A Blooddawn Productions és a Century Media kiadó közös gondozásában jelent meg. A zenekar az albumon producer nélkül dolgozott. Az album dalszövegei többnyire háborús témákból inspirálódtak.
Az albumról az első dal 2014 novemberében jelent meg a Century Media SoundCloud-oldalán, Rope of Regret címmel, majd a Wartheland névre hallgató dal is napvilágot látott, december közepén.

## Számlista
Az összes szám szerzője a Marduk zenekar. 
| #   | Cím                        | Hossz |
| --- | -------------------------- | ----- |
| 1.  | Frontschwein               | 03:13 |
| 2.  | The Blond Beast            | 04:26 |
| 3.  | Afrika                     | 04:00 |
| 4.  | Wartheland                 | 04:17 |
| 5.  | Rope of Regret             | 03:52 |
| 6.  | Between the Wolf-Packs     | 04:28 |
| 7.  | Nebelwerfer                | 06:17 |
| 8.  | Falaise: Cauldron of Blood | 04:58 |
| 9.  | Doomsday Elite             | 08:11 |
| 10. | 503                        | 05:12 |
| 11. | Thousand-Fold Death        | 03:45 |

## Közreműködők

### Marduk
- Daniel "Mortuus" Rosten – ének
- Morgan "Evil" Steinmeyer Håkansson – gitár
- Magnus "Devo" Andersson – basszusgitár
- Fredrik Widigs – dob

### Egyéb
- Jens Rydén – fotográfia